# یواس‌اس بوردلون (دی‌دی-۸۸۱)
یواس‌اس بوردلون (دی‌دی-۸۸۱) (به انگلیسی: USS Bordelon (DD-881)) یک کشتی بود که طول آن ۳۹۰٫۵ فوت (۱۱۹٫۰ متر) بود. این کشتی در سال ۱۹۴۵ ساخته شد.